# Alberto Juantorena
Alberto Juantorena, né le 3 décembre 1950 à Santiago de Cuba, est un athlète cubain, courant sur 400 mètres et 800 mètres.

## Biographie

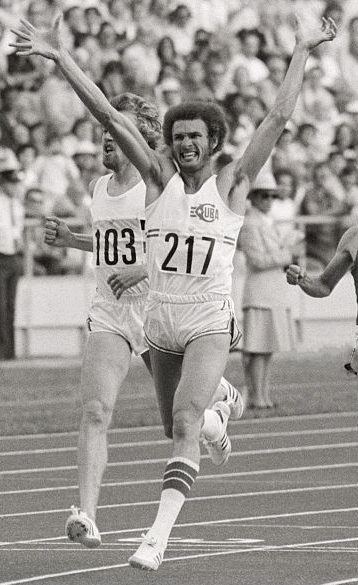
Alberto Juantorena lors de sa victoire sur 800 m aux Jeux olympiques de 1976.

Surnommé El Caballo (« le cheval »), en raison de l'impression de puissance et de l'amplitude démesurée que développait sa foulée (2m70) , il devient le numéro un mondial du 400 m à partir de 1974.
Lors de ses premiers Jeux olympiques disputés en 1972 à Munich, il est éliminé en demi-finale du 400 mètres. Mais en 1973 et 1974, il remporte tous les 400 m auxquels il participe.
En 1976, lors des Jeux olympiques d'été qui se déroulent à Montréal, remonté à bloc à la suite de sa déconvenue des Jeux précédents, Alberto est toutefois inquiet à la suite de sa double opération aux mollets. Son entraîneur, Zygmunt Zabierkowski décide donc de l'inscrire aux 800 mètres, pour parfaire son entraînement et ainsi atteindre son objectif : la médaille d'or du 400 mètres. Le tour d'essai se transforme en médaille : il remporte le 800 m, battant du même coup le record du monde, détenu auparavant par Marcello Fiasconaro, avec un temps de 1 min 43 s 50. Puis, quatre jours plus tard, il remporte le 400 mètres, devenant ainsi le seul athlète de l'histoire des Jeux olympiques à être couronné sur 400 m et 800 m.
L'année suivante, il abaisse son record du monde à 1 min 43 s 44.
En 1984, en raison du boycott, il remporte la médaille d'or, ex æquo, du 800 m lors des Jeux de l'Amitié à Moscou.
Très attaché à son pays, il a toujours associé ses exploits au triomphe de la révolution cubaine et de son leader Fidel Castro. En outre, à Cuba, où jusque-là seul le sprinteur Enrique Figuerola (médaillé d'argent en 1964) avait réussi à s'imposer face aux Américains, c'est la liesse générale. À son retour, il sera fêté en héros.
Il est devenu ensuite membre du conseil de l’IAAF (élu vice-président en 2015) et président de la fédération cubaine.
Il a été nommé athlète de l'année en 1976 et 1977 par le célèbre magazine américain Track and Fields News
Il est en outre élu Champion des champions mondiaux du journal français L'Équipe en 1976. Il est classé en troisième position l'année suivante, en 1977.
En juin 2012, Alberto Juantorena est intronisé au Temple de la renommée de l'IAAF.

## Palmarès
| Date | Compétition                                      | Lieu           | Résultat | Épreuve   | Temps         |
| ---- | ------------------------------------------------ | -------------- | -------- | --------- | ------------- |
| 1973 | Championnats d'Amérique centrale et des Caraïbes | Maracaibo      | 1er      | 400 m     | 46 s 4        |
| 1973 | Championnats d'Amérique centrale et des Caraïbes | Maracaibo      | 2e       | 4 × 400 m | 3 min 10 s 1  |
| 1973 | Universiades                                     | Moscou         | 1er      | 400 m     | 45 s 36       |
| 1974 | Jeux d'Amérique centrale et des Caraïbes         | Saint-Domingue | 1er      | 400 m     | 45 s 52       |
| 1974 | Jeux d'Amérique centrale et des Caraïbes         | Saint-Domingue | 1er      | 4 × 400 m | 3 min 6 s 36  |
| 1975 | Jeux panaméricains                               | Mexico         | 2e       | 400 m     | 44 s 80       |
| 1975 | Jeux panaméricains                               | Mexico         | 2e       | 4 × 400 m | 3 min 2 s 82  |
| 1976 | Jeux olympiques                                  | Montréal       | 1er      | 400 m     | 44 s 26       |
| 1976 | Jeux olympiques                                  | Montréal       | 1er      | 800 m     | 1 min 43 s 50 |
| 1977 | Championnats d'Amérique centrale et des Caraïbes | Xalapa         | 2e       | 400 m     | 45 s 67       |
| 1977 | Championnats d'Amérique centrale et des Caraïbes | Xalapa         | 1er      | 4 × 400 m | 3 min 9 s 24  |
| 1977 | Universiades                                     | Sofia          | 1er      | 800 m     | 1 min 43 s 44 |
| 1977 | Coupe du monde des nations                       | Düsseldorf     | 1er      | 400 m     | 45 s 36       |
| 1977 | Coupe du monde des nations                       | Düsseldorf     | 1er      | 800 m     | 1 min 44 s 04 |
| 1977 | Coupe du monde des nations                       | Düsseldorf     | 3e       | 4 × 400 m | 3 min 2 s 66  |
| 1978 | Jeux d'Amérique centrale et des Caraïbes         | Medellín       | 2e       | 400 m     | 44 s 27       |
| 1978 | Jeux d'Amérique centrale et des Caraïbes         | Medellín       | 2e       | 800 m     | 1 min 47 s 23 |
| 1978 | Jeux d'Amérique centrale et des Caraïbes         | Medellín       | 3e       | 4 × 400 m | 3 min 5 s 57  |
| 1979 | Jeux panaméricains                               | San Juan       | 2e       | 400 m     | 45 s 24       |
| 1979 | Jeux panaméricains                               | San Juan       | 2e       | 800 m     | 1 min 46 s 4  |
| 1979 | Jeux panaméricains                               | San Juan       | 3e       | 4 × 400 m | 3 min 6 s 3   |
| 1980 | Jeux olympiques                                  | Moscou         | 4e       | 400 m     | 45 s 09       |
| 1981 | Championnats d'Amérique centrale et des Caraïbes | Saint-Domingue | 1er      | 800 m     | 1 min 47 s 59 |
| 1981 | Championnats d'Amérique centrale et des Caraïbes | Saint-Domingue | 3e       | 4 × 400 m | 3 min 8 s 34  |
| 1982 | Jeux d'Amérique centrale et des Caraïbes         | La Havane      | 1er      | 800 m     | 1 min 45 s 15 |
| 1982 | Jeux d'Amérique centrale et des Caraïbes         | La Havane      | 1er      | 4 × 400 m | 3 min 3 s 59  |

## Records

### Records personnels
| Épreuve | Performance   | Lieu     | Date            |
| ------- | ------------- | -------- | --------------- |
| 400 m   | 44 s 26       | Montréal | 29 juillet 1976 |
| 800 m   | 1 min 43 s 44 | Sofia    | 21 août 1977    |

### Records du monde
- Record du monde du 800 mètres en 1 min 43 s 50 le 27 juillet 1976 à Montréal
- Record du monde du 800 mètres en 1 min 43 s 44 le 21 août 1977 à Sofia